# Савченко Михайло
Михайло Максимович Савченко (нар. 1914, Глобине, Кременчуцький повіт — пом. 1982) — радянський актор та драматург родом з Полтавщини.
З 1938 до війни актор у Харківському театрі ім. Шевченка, по війні — в Київському театрі ім. І. Франка. З 1951 пише інсценівки, а пізніше й п'єси. Серед ін. зб. «Розплата за довір'я» (1959), «Ластівка» (1961), «Прогнози», «Шляхи до щастя» (1962), «Честь» (1963), «П'єси» (1967), драма «Мій син» (1969) та ін.